# Maria Antonieta de Borbó-Dues Sicílies (1851-1938)
Maria Antonieta de Borbó-Dues Sicílies, princesa de les Dues Sicílies (Nàpols 1851 - Friburg 1938). Princesa de les Dues Sicílies amb el tractament d'altesa reial que contragué matrimoni amb el seu cosí, Alfons, comte de Caserta.

## Biografia
Nascuda a la ciutat de Nàpols, capital del Regne de les Dues Sicílies, el dia 16 de març de 1851, essent filla del príncep Francesc de Borbó-Dues Sicílies i de l'arxiduquessa Maria Isabel d'Àustria-Toscana. Maria Antonieta era neta per via paterna del rei Francesc I de les Dues Sicílies i de la infanta Maria Isabel d'Espanya i per via materna del gran duc Leopold II de Toscana i de la princesa Antonieta de Borbó-Dues Sicílies.
L'any 1861 marxà a l'exili amb la resta de la família reial a conseqüència de l'ocupació del regne per part de les tropes garibaldines, i s'instal·là a Roma.
El dia 8 de juny de 1868 es casà a Roma amb el príncep Alfons de Borbó-Dues Sicílies, fill del rei Ferran II de les Dues Sicílies i de l'arxiduquessa Maria Teresa d'Àustria. La parella tingué dotze fills:
- Ferran de Borbó-Dues Sicílies, nascut a Roma el 1869 i mort a Lindau (Alemanya) el 1960. Es casà amb la princesa Maria de Baviera.
- Carles de Borbó-Dues Sicílies, nat a Gries el 1870 i mort el 1949 a Sevilla. Es casà en primeres noces amb la infanta Maria de la Mercè d'Espanya i en segones núpcies amb la princesa Lluïsa d'Orleans.
- Francesc de Paula de Borbó-Dues Sicílies, nat a Rorschach el 1873 i mort a París el 1876.
- Maria Immaculada de Borbó-Dues Sicílies, nascuda a Canes el 1874 i morta a Muri el 1947. Es casà amb el príncep Joan Jordi de Saxònia.
- Maria Cristina de Borbó-Dues Sicílies, nascuda a Canes el 1877 i morta a Saint Gilgen el 1947. Es casà amb l'arxiduc Pere Ferran d'Àustria-Toscana.
- Maria Pia de Borbó-Dues Sicílies, nascuda a Canes el 1878 i morta a Mandelieu el 1973. Es casà amb el príncep Lluís del Brasil.
- Maria Josepa de Borbó-Dues Sicílies, nascuda a Canes el 1880 i morta el 1971 a Canes.
- Genaro de Borbó-Dues Sicílies, nascut el 1882 a Canes i mort a Canes. Es casà amb la comtessa Beatriu Dorothy Bordessa, comtessa de Villa Colli.
- Rainier de Borbó-Dues Sicílies, nat el 1883 a Canes i mort a La Combe el 1923. Es casà amb la comtessa Karoline Zamoyska, de l'aristocràcia polonesa.
- Felip de Borbó-Dues Sicílies, nascut a Canes el 1885 i mort el 1949 a Sant Joan de Nova Brunswick al Canadà. Es casà en primeres núpcies amb la princesa Maria Lluïsa d'Orleans i en segones núpcies amb Odette Labori.
- Francesc d'Assís de Borbó-Dues Sicílies, nat a Canes el 1888 i mort el 1914.
- Gabriel de Borbó-Dues Sicílies, nat a Canes el 1897 i mort a Itu (Brasil) el 1975. Es casà en primeres núpcies amb la princesa Malgorzata Czartoryski i en segones núpcies amb la princesa polonesa Cecilia Lubomirska.

Maria Antonieta esdevingué l'any 1894 la muller del cap de la Casa Reial de les Dues Sicílies i, per tant, en hipotètica reina de les Dues Sicílies.
Morí l'any 1938 a la ciutat alemanya de Friburg.